# Stopplaats Hoenlo
Stopplaats Hoenlo (afkorting Ho) is een voormalige stopplaats aan de Staatslijn A. De stopplaats Hoenlo lag tussen de huidige stations Deventer en Olst.